# Métro léger de Manille
Le Manila Light Rail Transit System, ou LRT, est le principal système ferroviaire de la zone métropolitaine de Manille, aux Philippines. Il comporte deux lignes : la LRT-1, ou « ligne verte », et la LRT-2, ou « ligne bleue ». Bien qu'on parle de « Métro léger », sans doute parce que le réseau est principalement en hauteur, le système est plus semblable à un métro conventionnel. Le LRT-1 est le premier système de métro en Asie du Sud-Est, construit trois ans avant le métro de Singapour. La ligne LRT-1 doit être connectée au Manila Metro Rail Transit System MRT-3, ou « ligne jaune », et à la future ligne MRT-7 à l'horizon 2022.
Depuis 2003, le LRT fait partie du réseau de transport public ferroviaire du Grand Manille (Metro Manila), connu sous le nom de Strong Republic Transit System (SRTS). L'un des objectifs du système avait été de réduire la congestion du trafic routier dans la métropole, mais de nombreux banlieusards empruntent d'autres transports publics, comme des autobus, pour rejoindre les stations du LRT. Bien que l'ensemble forme un système de transport complet desservant de nombreuses parties du Grand Manille, il n'a que partiellement réussi à réduire la congestion du trafic et les temps de trajet, qui sont encore aggravés par l'augmentation du nombre de véhicules à Manille.
L'extension du réseau, prônée par les administrations successives depuis le commencement du LRT a débuté sous l'administration Aquino avec l'extension vers l'est de la ligne LRT-2.
Le système est géré par Light Rail Transit Authority (LRTA), une entreprise possédée et contrôlée par le gouvernement sous l'autorité du département des transports et des communications.

## Le réseau du LRT
| Ligne   | Ouverture | Terminus         | Terminus   | Dernière extension | Stations | Longueur |
| ------- | --------- | ---------------- | ---------- | ------------------ | -------- | -------- |
| Ligne 1 | 1984      | Fernando Poe Jr. | Dr. Santos | 2024               | 25       | 26 km    |
| Ligne 2 | 2003      | Recto            | Antipolo   | 2021               | 13       | 17,6 km  |

Le LRT comporte deux lignes : la ligne verte LRT-1 (anciennement jaune) et la ligne bleue LRT-2 (anciennement violette). La ligne LRT-1, généralement de direction nord-sud, comprend vingt stations sur 15 kilomètres de voies complètement en hauteur. Elle commence à Baclaran dans Pasay et se termine à Roosevelt dans Quezon City. La ligne LRT-2, de direction est-ouest, comporte 11 stations sur 13,8 kilomètres de voies en grande partie surélevées, avec la station Katipunan en sous-sol. Elle commence à Recto et se termine à Santolan. L'ensemble du réseau comprend 29 stations sur 28,8 kilomètres de voies, traversant les villes de Caloocan, Manille, Marikina, Pasay, Pasig, Quezon City et la municipalité de San Juan.
Il n'y a qu'une seule correspondance entre la ligne LRT-1 et la ligne LRT-2, à la station Doroteo Jose—Recto. Les stations LRT-2 Araneta Center-Cubao (Cubao) et LRT-1 EDSA servent de stations de correspondances entre le réseau du LRT et la ligne MRT-3. La station Blumentritt du LRT-1 offre une correspondance avec la Commuter Line de la Philippine National Railways.
Le réseau a six terminus : Baclaran, Central Terminal et Roosevelt pour la ligne LRT-1, Recto, Araneta Center-Cubao et Santolan pour la ligne LRT-2. Tous ces terminus ont été conçus comme des hubs de correspondances avec d'autres transports publics.
Les deux lignes sont ouvertes de 5 h PST (UTC+8) à 21h30 pour la ligne LRT-1 et jusqu'à 20 h pour la ligne LRT-2. Le week-end, la ligne LRT-2 ne fonctionne qu'à partir de 6 h. Des horaires spéciaux, si nécessaires, sont annoncés par haut-parleur dans chaque station et sur le site web du LRTA.
Le LRT est ouvert toute l'année sauf exception. Il est fermé pour la maintenance annuelle durant la semaine sainte, période où il y a moins de trafic en ville, et rouvre après le dimanche de Pâques.

## Matériel roulant
| Matériel | Livraison | Constructeur                                                                 | Nombre de rames | Nombre de voitures par rame | Largeur (m) | Ligne desservie | Photo |
| -------- | --------- | ---------------------------------------------------------------------------- | --------------- | --------------------------- | ----------- | --------------- | ----- |
| 1000     | 1984      | La Brugeoise et Nivelles, Ateliers de Constructions Electriques de Charleroi | 32              | 2                           | 2,5         | 1               |       |

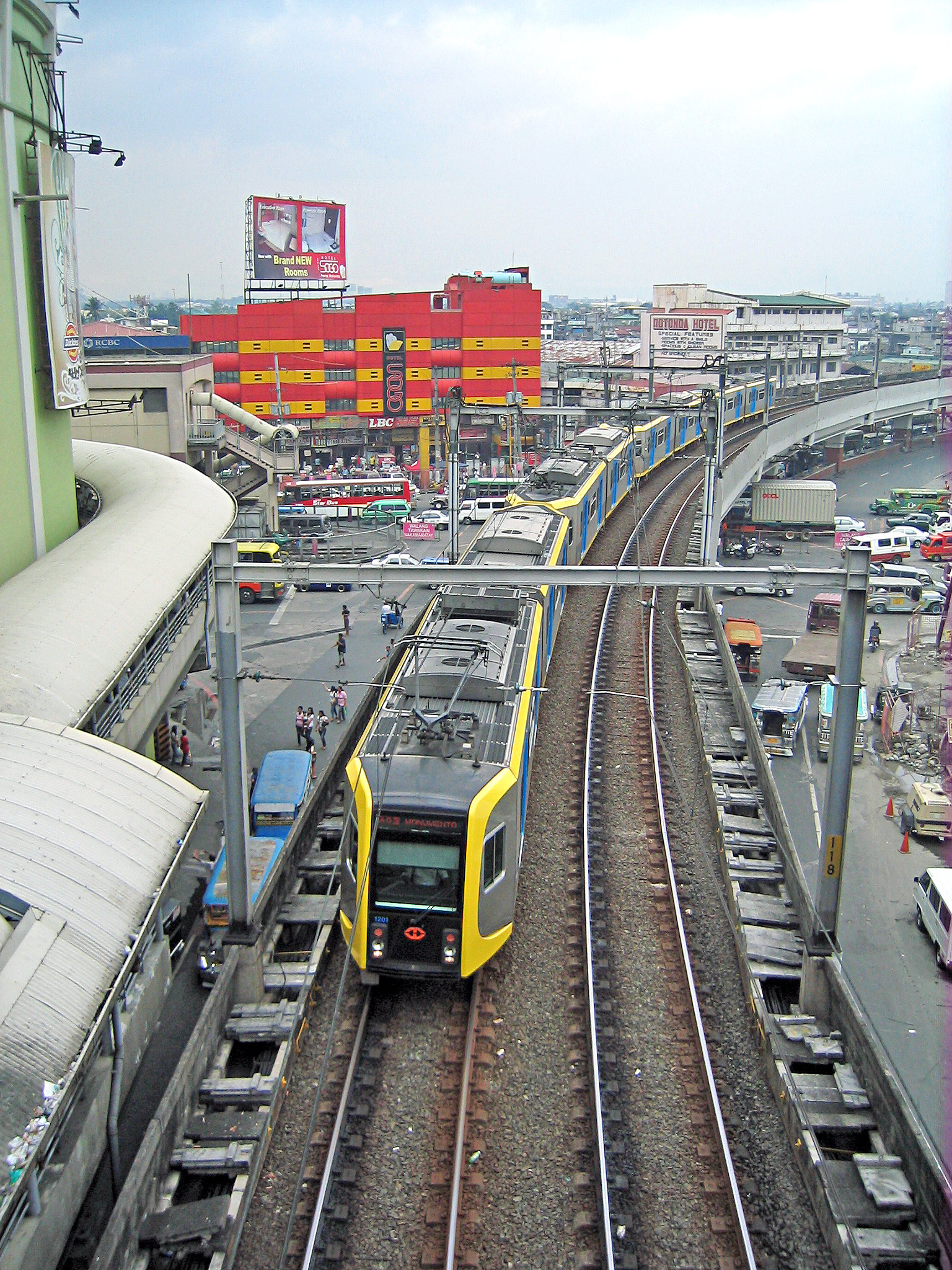
Rame de la ligne verte.

| 1100     | 1999      | Hyundai Mobis Adtranz                                                        | 7               | 4                           | 2,59        | 1               |       |
| 1200     | 2006      | Kinki Sharyo Nippon Sharyo                                                   | 12              | 4                           | 2,59        | 1               |       |
| 2000     | 2003      | Hyundai Rotem Toshiba                                                        | 18              | 4                           | 3,2         | 2               |       |
| 13000    | 2023      | Construcciones y Auxiliar de Ferrocarriles                                   | 30              | 4                           | 2,59        | 1               |       |

## La ligne LRT-1

### Historique

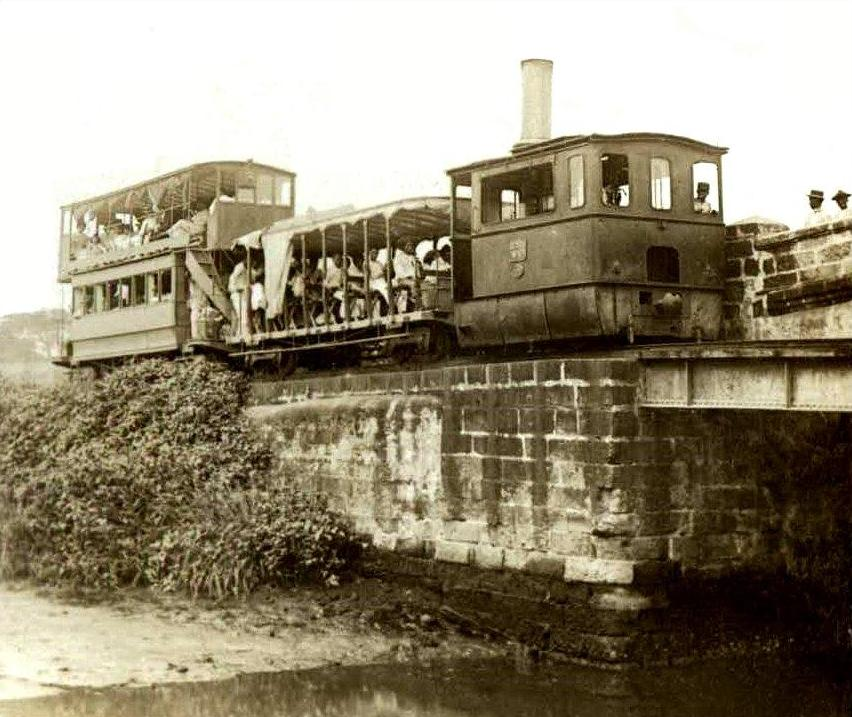
Tramway à vapeur entre Malabon et Tondo (1888-1898).

Les racines du LRT-1 remontent à la période de la colonisation américaine. Le premier tramway fut mis en circulation à Manille en 1905 ; il y eut bientôt cinq lignes desservant de nombreux quartiers de Manille et sa banlieue. Les trams furent salués comme un système efficace pour les 220 000 habitants de la ville. Ils étaient gérés par le Manila Electric Railroad and Light Company (Meralco). Le réseau actuel du LRT suit les voies de deux des anciennes lignes du tram.
La circulation du tramway fut interrompue durant la Seconde Guerre mondiale. La  Bataille de Manille laissa la cité en ruines, y compris le tramway.
Après la guerre, les transports publics furent relancés par les jeepneys. Bientôt, les autobus et les automobiles étaient de retour dans les rues de Manille. Les trains de banlieue gérés par la Philippine National Railways (PNR) furent aussi remis en circulation. Le problème, cependant, était les encombrements et l'ignorance des règles de circulation.
En 1966, le gouvernement des Philippines, reconnaissant le besoin d'un système de transport de masse efficace, concéda une franchise à Philippine Monorail Transport Systems pour installer un système de monorail en ville. Avant même le début du  projet, on demanda à l'agence japonaise de coopération internationale (JICA) une étude sur les transports. Celle-ci proposa une série de routes circulaires et radiales, un système de métro, une station de correspondance et une autoroute à trois voies. Une étude plus approfondie fut faite pour appliquer ces systèmes. De nombreuses recommandations furent mises en place, mais aucune n'impliqua un métro.
Une autre étude, conduite de 1976 à 1977 par Freeman, Fox & Associates et financée par la Banque mondiale, suggérait un système ferroviaire au niveau de la rue. Le ministère des transports et des communications nouvellement formé (aujourd'hui le DOTC) revit ensuite cette recommandation, en exigeant un système en hauteur, à cause des nombreux carrefours. Cette modification faisait passer le prix du projet de 1,5 milliard de pesos à 2 milliards de pesos. Une étude supplémentaire fut menée par une autre entreprise étrangère et réalisée en moins de trois mois.
Le 12 juillet 1980, le président Ferdinand Marcos créa le Light Rail Transit Authority en vertu de l'ordre exécutif No. 603, amendé deux ans plus tard et de nouveau en 1987. Le responsable du LRTA nouvellement formé était le gouverneur de Metro Manila, ministre des déplacements humains et première Dame du pays, Imelda Marcos. Le LRTA était responsable de toutes les opérations du LRT de Manille mais se limitait principalement à la mise en place et à la régulation des tarifs, planifiant les extensions, et fixant les règles et la politique du LRT. Ce nouveau projet mené par le LRTA, connu sous le nom de « Metrorail » (l'ancienne ligne jaune, maintenant la ligne verte) était géré par une compagnie sœur de la Meralco, Metro, Inc.
L'assistance initiale pour le projet provint d'un prêt préférentiel du gouvernement belge de trois cents millions de pesos. Sept cents millions de pesos supplémentaires provinrent d'un consortium de compagnies comprenant Ateliers de Constructions Electriques de Charleroi (ACEC) et BN Constructions Ferroviaires et Métalliques (ces deux compagnies font maintenant partie de Bombardier Transportation), Tractionnel Engineering International (TEI) et Transurb Consult (TC). Le consortium fournissait tout ce dont le système avait besoin, depuis les trains jusqu'à la formation requise. Bien qu'on s'attendît à ce que le système rentrât dans ses frais en moins de vingt ans d'exploitation, on estima qu'il perdrait de l'argent au moins jusqu'en 1993. Par rapport à un profit espéré de 365 millions de pesos pendant sa première année d'exploitation, la perte fut estimée à 216 millions.
La construction de ce que l'on appelle aujourd'hui la ligne jaune d'époque, actuellement la ligne verte, commença en octobre 1981, par la Construction and Development Corporation of the Philippines (actuelle Philippine National Construction Corporation) avec l'assistance de Losinger, une compagnie Suisse, et la filiale philippine de Dravo, une compagnie américaine.
Le gouvernement désigna Electrowatt Engineering Services de Zurich pour superviser la construction et finalement comme responsable des études d'extension pour des projets futurs. Durant la construction, la compagnie ouvrit des bureaux à Manille et finalement prévit un réseau de 150 kilomètres à construire en vingt ans. Ce réseau dépassait largement les bases des plans d'extension courants.
Le LRT-1 fut d'abord testé en fonctionnement en mars 1984 avec la première moitié de la ligne, de Baclaran à Central Terminal, officiellement ouverte au public le 1er décembre 1984. La seconde moitié, de Central Terminal à Monumento, fut ouverte le 12 mai 1985.

### Projets et extensions
La ligne LRT-1 doit être étendue de 11 kilomètres vers le sud de l'agglomération de Manille, jusqu'à Bacoor. Elle doit aussi être reliée à la Unified Grand Central Station qui sera construite à Quezon City afin d’offrir des correspondances avec les lignes MRT-3, la future ligne MRT-7 et le futur métro souterrain de Manille.

## La ligne LRT-2

### Historique

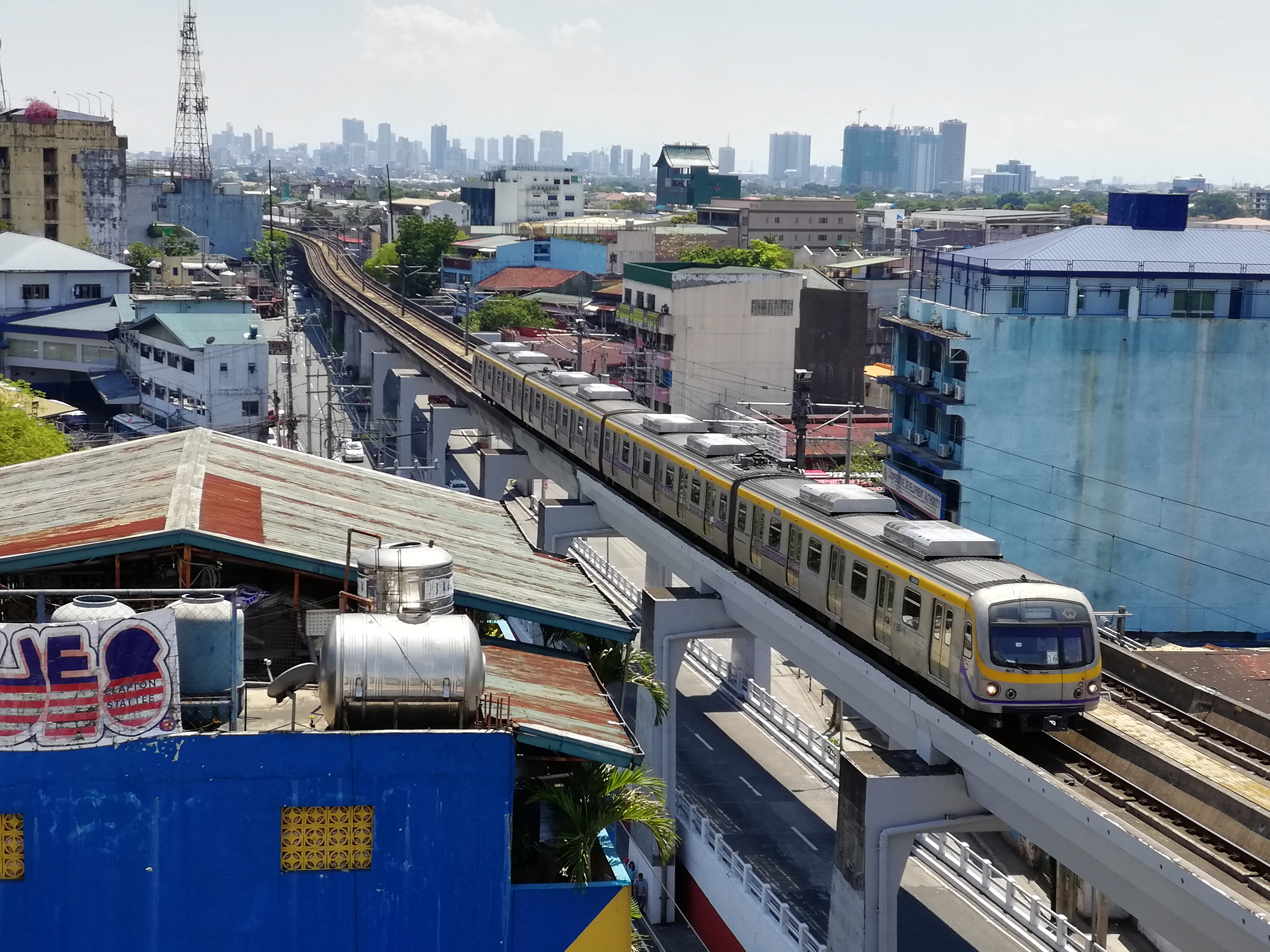
Une rame du LRT-2 à l'approche de la gare Araneta Center-Cubao

Lors de la construction de la première ligne du système de métro léger de Manille au début des années 80, Electrowatt Engineering Services de Zurich a conçu un plan complet pour le service de métro dans la région métropolitaine de Manille. Le plan - toujours utilisé comme base pour la planification de nouvelles lignes de métro - consistait en un réseau de 150 kilomètres (93 mi) de lignes de transport en commun rapide couvrant tous les principaux corridors dans les 20 ans, y compris une ligne sur le tracé de la route radiale 6, l'un des corridors routiers les plus fréquentés de la région.
Le projet de la ligne 2 a officiellement démarré en 1996, douze ans après l'ouverture de la ligne 1, avec l'octroi de prêts à des conditions avantageuses pour la construction de la ligne. Cependant, le projet resta au point mort la construction à peine commencée, le gouvernement philippin ayant mené plusieurs enquêtes sur des irrégularités présumées dans le contrat du projet. Un consortium d'entreprises locales et étrangères, dirigé par Marubeni Corporation, forma l'Asia-Europe MRT Consortium (AEMC) qui remporta le contrat et relança le projet en 2000 après avoir été blanchi des allégations de corruption.
L'AEMC a par la suite reçu l'autorisation du département des transports et communications (DOTC) de commencer la construction. La LRTA (Light Rail Transit Authority) serait propriétaire du système et assumerait toutes les fonctions administratives, telles que la réglementation des tarifs et des opérations, ainsi que la responsabilité de la construction et de la maintenance du système et de l'achat de pièces de rechange pour les trains.
La construction a commencé en mars 1996 après que la LRTA a signé les trois premiers paquets de l'accord : Sumitomo Corporation a livré le paquet 1 qui couvre la construction du dépôt et de ses installations, tandis que la coentreprise Hanjin-Itochu a livré les paquets 2 et 3 comportant la sous-structure et la superstructure ainsi que les gares. Le paquet 4 a été signé après plusieurs retards avec l'Asia-Europe MRT Consortium qui était composé de Marubeni Corporation, Balfour Beatty, Toshiba, Daewoo Heavy Industries et de D.M. Consuji Incorporated (DMCI); il comprend les systèmes de communication et de tarification, les véhicules et les voies.
Pendant la construction, la LRTA a supervisé toute la conception, la construction, l'équipement, les essais, la mise en service et la supervision technique des activités du projet.
Le 5 avril 2003, la section initiale de Santolan à Araneta Center-Cubao a été inaugurée par la présidente Gloria Macapagal-Arroyo; toutes les stations restantes ouvrant le 5 avril 2004 à l'exception de Recto qui a ouvert le 29 octobre 2004. Contrairement aux précédentes lignes, la LRTA s'est assurée pendant la phase de construction que les gares soient adaptées aux personnes en situation de handicap en installant des escaliers mécaniques et des ascenseurs pour un accès plus facile.

### Projets et extensions
La ligne LRT-2 connait deux projets d'extension : 4 kilomètres vers l'est avec l'ajout de 2 stations jusqu'à Antipolo, et vers l'ouest jusqu'au port de Manille avec une correspondance avec le réseau de la Philippine National Railways à la gare de Tutuban.